# Suncus hosei
Suncus hosei es una especie de musaraña de la familia Soricidae. Fue nombrado para honrar al zoólogo Charles Hose.

## Distribución geográfica
Es endémica del norte de la isla de Borneo.

## Hábitat
Su hábitat natural son: zonas tropicales o subtropicales, de bosques áridos.

## Estado de conservación
Se encuentra amenazada de extinción por la pérdida de su hábitat natural.